# Andrei Cociașu
Andrei Cociașu (n. 10 iulie 1992, București, România) este un jucător și antrenor de tenis român.
El și-a atins cea mai buna poziție a carierei (#990 ATP) în mai 2015.
După încheierea carierei de jucător, a devenit sparring partner-ul Simonei Halep, ulterior făcând tranziția la cariera de antrenor. În prezent, este într-o perioadă de probă cu Leylah Fernandez. 
Cociașu a colaborat cu Sorana Cîrstea în perioada 2016-2019, Jaqueline Cristian 2019-2021 și Elena-Gabriela Ruse 2021-2022.